# Лита Форд
Лита Росана Форд (на английски: Lita Rossana Ford) е една от най-успелите американски рок китаристки и изпълнителки.

## Биография
Родена в Лондон на 19 септември 1958 година. Родителите ѝ заминават за САЩ, когато тя е на пет години. Започва да свири на китара на 11. През 1976 участва в изцяло момичешката „прото-пънк-метъл“ група „The Runaways“ с Джоан Джет. Освен че създава и изпълнява вокалите на песните си, тя свири и ритъма, и солата на хитове като: „Lisa“, „Out for Blood“, „Shot of Poison“, „Close my eyes forever“ (с Ози Озбърн), „The Ripper“, „Stay with me, baby“, „Kiss me Deadly“, „Can't catch me“, „Blueberry“ и др. Неин продуцент е Майк Чапман, а мениджър Шарън Озбърн (съпругата на Ози Озбърн). За дългогодишната си кариера тя има само 12 албума.

## Личен живот
Лита Форд е омъжена за Крис Холмс от „W.A.S.P.“ от юни 1990 до юли 1991. Тя има романтични връзки с Ники Сикс, вокала на „Rainbow“ Джо Лин Търнър и китариста на „Блек Сабат“ Тони Айоми. Понастоящем е омъжена за Джим Жилет от „Нитро“. Имат двама синове.

## Отличия
Има спечелена награда „Best female guitarist“ през 1989. Също така и номинация за Грами – „Най-добър женски рок музикант“, където печели с видеото към песента „Gotta let go“.

## Филмография
Има участия и във филми:
- Edgeplay (2002) [Играе себе си]
- Detroit Rock City (1999) [Композитор]
- Southie (1998) [Композитор]
- Howie (1992) [Музикант]
- Highway to Hell (1992) [Стопаджийка]
- Herman's Head (1991) [Играе себе си] Епизод: „Love Me Two-Timer“

## Дискография

### Албуми
| Година | Информация за албума                                                         |
| ------ | ---------------------------------------------------------------------------- |
| 1983   | Out for Blood - Реализиран: 1983 - Лейбъл: Mercury Records                   |
| 1984   | Dancin' on the Edge - Реализиран: 1984 - Лейбъл: Mercury Records             |
| 1988   | Lita - Реализиран: Февруари 1988 - Лейбъл: RCA Records                       |
| 1990   | Stiletto - Реализиран: 1990 - Лейбъл: Spitfire Records                       |
| 1991   | Dangerous Curves - Реализиран: Октомври 1991 - Лейбъл: Spitfire Records      |
| 1995   | Black - Реализиран: 14 февруари 1995 - Лейбъл: ZYX Records                   |
| 2009   | Wicked Wonderland - Реализиран: 6 октомври 2009 - Лейбъл: JLRG Entertainment |